# Wir kommen, um ihn zu holen
Wir kommen, um ihn zu holen ist ein Fußballlied des deutschen Entertainers und Musikers Stefan Raab.

## Entstehung und Artwork
Geschrieben und produziert wurde das Lied von Stefan Raab. Gemastert wurde die Single von Monoposto Mastering, unter der Leitung von Michael Schwabe. Das Lied wurde unter dem Musiklabel Ariola veröffentlicht. Auf dem größtenteils schwarz-weiß gehaltenen Cover der Maxi-Single ist – neben Künstlernamen und Liedtitel – der FIFA-WM-Pokal zu sehen. Die Artworkarbeiten des Coverbildes wurden von Stephan Thieves getätigt.

## Veröffentlichung und Promotion
Die Erstveröffentlichung der Single fand in drei Schritten, jeweils als einzelne Download-Single, statt. Zuerst wurde am 26. Mai 2014 die Radioversion von Wir kommen, um ihn zu holen veröffentlicht. Die Veröffentlichung einer Raabinho Samba Version folgte einen Tag später am 27. Mai 2014 und die Veröffentlichung einer Raabstein Version folgte ebenfalls am darauffolgenden Tag, dem 28. Mai 2014. Die Erstveröffentlichung der physischen Maxi-Single erfolgte zwei Wochen später am 6. Juni 2014, diese beinhaltet alle drei Versionen von Wir kommen, um ihn zu holen.
Um das Lied zu bewerben, stellte Raab während der TV-total-Ausgaben vom 26. bis 28. Mai 2014 ausführlich die drei verschiedenen Versionen mit den dazugehörigen Musikvideos vor und ging in allen restlichen Ausgaben bis zur Sommerpause am 4. Juni 2014 nochmals täglich auf sie ein. Nach der Vorstellung der Raabstein Version konnten die Zuschauer auf der Webpräsenz von TV total darüber abstimmen, welche Version Raab während der Autoball Weltmeisterschaft 2014 live präsentieren solle. Die Entscheidung fiel zugunsten der Radioversion.

## Hintergrundinformation
Bei Wir kommen, um ihn zu holen handelt es sich nicht um das erste Fußballlied Raabs. Bereits 20 Jahre zuvor, am 11. Juli 1994, veröffentlichte Raab im Vorfeld zur Fußball-Weltmeisterschaft 1994 das Lied Böörti Böörti Vogts, eine Persiflage auf den damaligen Bundestrainer Berti Vogts. Vier Jahre später zur Fußball-Weltmeisterschaft 1998 veröffentlichte Raab eine Remixversion von Böörti Böörti Vogts, der zu diesem Zeitpunkt immer noch Trainer der deutschen Fußballnationalmannschaft war.

## Inhalt
Der Liedtext zu Wir kommen, um ihn zu holen ist komplett in deutscher Sprache verfasst. Die Musik und der Text wurden eigens von Stefan Raab geschrieben. Musikalisch bewegen sich die verschiedenen Versionen des Liedes im Bereich der Pop- und Rockmusik sowie im Bereich des Samba, wobei die Raabstein Version sich stilistisch an Rammstein orientiert. Im Lied feuert Raab jeden einzelnen der deutschen Nationalspieler an, um den „goldenen Weltpokal“ (FIFA-WM-Pokal) nach Deutschland zu holen. Raab bezieht sich auf alle Spieler, bei denen er sich nach Joachim Löws vorläufigen dreißiger Kaders sicher war, dass sie mit zur Fußball-WM fahren. So kommt es, dass er auch auf die Dortmunder Spieler Marco Reus und Marcel Schmelzer eingeht, die wegen fehlender Fitness bzw. verletzungsbedingt nicht teilnehmen konnten.
Zur Frage wie Raab auf die Idee zu diesem Lied kam, sagte er folgendes: „Zur Fußball-WM 2014 gibt es so viele WM-Songs wie selten zuvor. Da hab ich mir gedacht, ich mach’ jetzt nicht auch noch einen, sondern gleich drei! Die musikalische Bandbreite der Titel ist so groß, dass jedem mit Sicherheit mindestens ein Song überhaupt nicht gefällt“.

„Achtung! Achtung!

Denn wir kommen um ihn zu holen,

den goldenen Weltpokal.

Wir werden allen den Arsch versohlen,

denn wir sind wieder da.“

## Musikvideo
Zu jeder der drei Versionen von Wir kommen, um ihn zu holen wurde ein eigenes Musikvideo gedreht. Im Video zur Radioversion gibt Raab zusammen mit seiner Band, als Gartenzwerge verkleidet, ein Konzert während eines Grillfestes. Neben Raab sind auch Elton und Reiner Calmund zu sehen. Im Musikvideo zur Raabinho Samba Version ist Raab als Latino verkleidet, zusammen mit zwei Tänzerinnen, am Strand zu sehen. In der Raabstein Version absolviert Raab zusammen mit seiner Band, einen Liveauftritt, der sich an der Ästhetik Rammsteins orientiert. Regie führten Frank Paul Husmann und Stefan Raab. Produziert wurde das Video von Brainpool. Innerhalb einer Woche erreichten die Videos die Millionenmarke bei YouTube, bis Oktober 2022 zählten sie über 4,4 Millionen aufrufe.

## Mitwirkende
| Liedproduktion - Frank Paul Husmann: Regisseur (Musikvideo) - Stefan Raab: Komponist, Liedtexter, Musikproduzent, Regisseur (Musikvideo) - Michael Schwabe: Mastering Artwork - Stephan Thieves: Artwork (Cover) | Unternehmen - Ariola: Musiklabel - Brainpool: Filmproduzent (Musikvideo), Verlag - EMI Group: Verlag - Monoposto Mastering: Mastering - Roof Groove Musikverlag: Verlag - Sony Music Entertainment: Vertrieb |

## Chartplatzierungen
Wir kommen, um ihn zu holen erreichte in Deutschland Position 43 der Singlecharts und konnte sich insgesamt fünf Wochen in den Charts halten. Für Raab als Interpreten ist dies der 18. Charterfolg in Deutschland sowie sein 28. Charterfolg als Autor und sein 36. Charterfolg als Musikproduzent.